# Библиография Роберта Говарда
Список произведений Роберта Ирвина Говарда (1906—1936), американского писателя фэнтези и литературы ужасов.

## Фэнтези

### Соломон Кейн
Цикл мистических и авантюрных произведений об английском путешественнике-пуританине XVI века Соломоне Кейне.
| Русскоязычное название     | Оригинальное название               | Альтернативное название                             | Форма   | Викитека    | Издание                      |
| -------------------------- | ----------------------------------- | --------------------------------------------------- | ------- | ----------- | ---------------------------- |
| Под пологом кровавых теней | Red Shadows                         | Solomon Kane                                        | Рассказ | Red Shadows | Weird Tales, 1928, авг.      |
| Черепа среди звёзд         | Skulls in the Stars                 |                                                     | Рассказ |             | Weird Tales, 1929, янв.      |
| Перестук костей            | Rattle of Bones                     |                                                     | Рассказ |             | Weird Tales, 1929, июнь      |
| Луна черепов               | The Moon of Skulls                  |                                                     | Повесть |             | Weird Tales, 1930, июнь-июль |
| Холмы смерти               | The Hills of the Dead               |                                                     | Рассказ |             | Weird Tales, 1930, авг.      |
| Ужас пирамиды              | The Footfalls Within                |                                                     | Рассказ |             | Weird Tales, 1931, сен.      |
| Крылья в ночи              | Wings in the Night                  |                                                     | Рассказ |             | Weird Tales, 1932, июль      |
| Клинки братства            | Blades of the Brotherhood           | The Blue Flame of Vengeance The Blue Flame of Death | Рассказ |             | Red Shadows, 1968            |
| Десница судьбы             | The Right Hand of Doom              |                                                     | Рассказ |             | Red Shadows, 1968            |
| В посмертном соавторстве:  |                                     |                                                     |         |             |                              |
| За́мок дьявола              | The Castle of the Devil             |                                                     | Рассказ |             | Red Shadows, 1968            |
| Ястреб Басти               | The Hawk of Basti                   |                                                     | Рассказ |             | Red Shadows, 1968            |
| Дети Ашшура                | The Children of Asshur              |                                                     | Рассказ |             | Red Shadows, 1968            |
| Чёрные всадники смерти     | Death's Black Riders                |                                                     | Рассказ |             | The Howard Collector, 1968   |
| Поэмы и стихи:             |                                     |                                                     |         |             |                              |
| Возвращение Соломона Кейна | Solomon Kane’s Homecoming           |                                                     | Поэма   |             | Fanciful Tales, 1936         |
| Одно чёрное пятно          | The One Black Stain                 |                                                     | Поэма   |             | The Howard Collector, 1962   |
| Погибший друг              | The Return of Sir Richard Grenville |                                                     | Поэма   |             | Red Shadows, 1968            |

### Кулл
Цикл произведений о короле-воине Кулле, легендарном правителе Валузии, выходце из Атлантиды.
| Русскоязычное название    | Оригинальное название         | Альтернативное название        | Форма   | Викитека | Издание                               |
| ------------------------- | ----------------------------- | ------------------------------ | ------- | -------- | ------------------------------------- |
| Королевство теней         | The Shadow Kingdom            |                                | Рассказ |          | Weird Tales, 1929, авг.               |
| Зеркала Тузун Туна        | The Mirrors of Tuzun Thune    |                                | Рассказ |          | Weird Tales, 1929, сен.               |
| Изгнанник из Атлантиды    | Exile of Atlantis             |                                | Рассказ |          | King Kull, 1967                       |
| Алтарь и Скорпион         | The Altar and the Scorpion    |                                | Рассказ |          | King Kull, 1967                       |
| Сим топором я правлю!     | By This Axe I Rule!           |                                | Рассказ |          | King Kull, 1967                       |
| Проклятие золотого черепа | The Curse of the Golden Skull |                                | Рассказ |          | The Howard Collector #9, 1967         |
| Кошка Далькарды           | Delcardes' Cat                | The Cat and the Skull          | Рассказ |          | King Kull, 1967                       |
| Череп молчания            | The Skull of Silense          | The Screaming Skull of Silence | Рассказ |          | King Kull, 1967, дек.                 |
| Мечи пурпурного царства   | Swords of the Purple Kingdom  |                                | Рассказ |          | King Kull, 1967                       |
| Удар гонга                | The Striking of the Gong      |                                | Рассказ |          | Second Book of Robert E. Howard, 1976 |
| В посмертном соавторстве: |                               |                                |         |          |                                       |
| Чёрный город              | The Black City                | Black Abyss                    | Рассказ |          | King Kull, 1967                       |
| Предрассветные всадники   | [ 9 ]                         | Riders Beyond the Sunrise      | Рассказ |          | King Kull, 1967                       |
| Колдун и воин             | [ 10 ]                        | Wizard and Warrior             | Рассказ |          | King Kull, 1967                       |
| Поэмы и стихи:            |                               |                                |         |          |                                       |
| Король и дуб              | The King and the Oak          |                                | Поэма   |          | 1939                                  |

### Ам-ра из племени Та-ан
Небольшой цикл незаконченных набросков и стихотворений об Ам-ра, жителе каменного века. Послужил основой для цикла о короле-атланте Кулле.
| Русскоязычное название | Оригинальное название            | Альтернативное название | Форма         | Викитека | Издание                           |
| ---------------------- | -------------------------------- | ----------------------- | ------------- | -------- | --------------------------------- |
| Ам-ра из Та-ан         | Am-ra the Ta-an                  | [ 12 ]                  | Фрагмент      |          | Amra, 1959, ноябрь                |
| Фрагмент 1             | The Tale of Am-ra                |                         | Фрагмент      |          | The New Howard Reader, 1998, авг. |
| Фрагмент 2             | Untitled and Unfinished Fragment |                         | Фрагмент      |          | Kull: Exile of Atlantis, 2006     |
| Фрагмент 3             | Untitled and Incomplete Fragment |                         | Фрагмент      |          | Kull: Exile of Atlantis, 2006     |
| Летнее утро            | Summer Morn                      |                         | Стихотворение |          | Kull: Exile of Atlantis, 2006     |

### Конан
Цикл произведений в жанре героической фэнтези о Конане, киммерийском воине-варваре Хайборийской эры.
| Русскоязычное название     | Оригинальное название          | Альтернативное название                     | Форма         | Викитека | Издание                              |
| -------------------------- | ------------------------------ | ------------------------------------------- | ------------- | -------- | ------------------------------------ |
| Феникс на мече             | The Phoenix on the Sword       |                                             | Рассказ       |          | Weird Tales, 1932, дек.              |
| Алая цитадель              | The Scarlet Citadel            |                                             | Рассказ       |          | Weird Tales, 1933, янв.              |
| Башня Слона                | The Tower of the Elephant      |                                             | Рассказ       |          | Weird Tales, 1933, март              |
| Чёрный колосс              | Black Colossus                 |                                             | Рассказ       |          | Weird Tales, 1933, июнь              |
| Ползущая тень              | The Slithering Shadow          | Xuthal of the Dusk                          | Рассказ       |          | Weird Tales, 1933, сен.              |
| Омут чёрных дьяволов       | The Pool of the Black One      |                                             | Рассказ       |          | Weird Tales, 1933, окт.              |
| Полный дом негодяев        | Rogues in the House            |                                             | Рассказ       |          | Weird Tales, 1934, янв.              |
| Дочь ледяного гиганта      | The Frost Giant's Daughter     | Gods of the North The Frost King's Daughter | Рассказ       |          | Weird Tales, 1934, март              |
| Тени в лунном свете        | Shadows in the Moonlight       | Iron Shadows in the Moon                    | Рассказ       |          | Weird Tales, 1934, апр.              |
| Королева чёрного побережья | Queen of the Black Coast       |                                             | Рассказ       |          | Weird Tales, 1934, май               |
| Железный дьявол            | The Devil in Iron              |                                             | Рассказ       |          | Weird Tales, 1934, авг.              |
| Люди Чёрного Круга         | The People of the Black Circle |                                             | Повесть       |          | Weird Tales, 1934, сен.-нояб.        |
| Родится ведьма             | A Witch Shall be Born          |                                             | Рассказ       |          | Weird Tales, 1934, дек.              |
| Сокровища Гвалура          | Jewels of Gwahlur              | Teeth of Gwahlur The Servants of Bit-Yakin  | Рассказ       |          | Weird Tales, 1935, март              |
| За Чёрной рекой            | Beyond the Black River         |                                             | Повесть       |          | Weird Tales, 1935, май-июнь          |
| Тени Замбулы               | Shadows in Zamboula            | The Man-Eaters of Zamboula                  | Рассказ       |          | Weird Tales, 1935, нояб.             |
| Час дракона                | The Hour of the Dragon         | Conan the Conqueror                         | Роман         |          | Weird Tales, 1935, дек.              |
| Гвозди с красными шляпками | Red Nails                      |                                             | Повесть       |          | Weird Tales, 1936, авг.-окт.         |
| Хайборейская Эра           | The Hyborean Age               |                                             | Эссе          |          | Weird Tales, 1936                    |
| Долина пропавших женщин    | The Vale of Lost Women         |                                             | Рассказ       |          | Magazine of Horror, 1967             |
| В посмертном соавторстве:  |                                |                                             |               |          |                                      |
| Бог из чаши                | The God in the Bowl            |                                             | Рассказ       |          | Tower of the Elephant, 1952          |
| Чёрный чужеземец           | The Black Stranger             | The Treasure of Tranicos                    | Повесть       |          | Fantasy Fiction Magazine, 1953, март |
| Барабаны Томбалку          | Drums of Tombalku              |                                             | Рассказ       |          | The Pool of the Black One, 1955      |
| Бог, запятнанный кровью    | The Blood-Stained God          |                                             | Рассказ       |          | Tales of Conan, 1955                 |
| Дорога орлов               | The Road of the Eagles         | Conan, Man of Destiny                       | Рассказ       |          | Fantastic Universe, 1955             |
| Кинжалы Джезма             | The Flame Knife                |                                             | Рассказ       |          | Tales of Conan, 1955                 |
| Ястребы над Шемом          | Hawks over Shem                |                                             | Рассказ       |          | Tales of Conan, 1955                 |
| В зале мертвецов           | The Hall of the Dead           |                                             | Рассказ       |          | Conan, 1967                          |
| Длань Нергала              | The Hand of Nergal             |                                             | Рассказ       |          | Conan, 1967                          |
| Волчий рубеж               | Wolves Beyond the Border       |                                             | Рассказ       |          | Conan the Usurper, 1967              |
| Рыло во тьме               | The Snout in the Dark          |                                             | Рассказ       |          | Jewels of Gwahlur, 1969              |
| Поэмы и стихи:             |                                |                                             |               |          |                                      |
| Киммерия                   | Cimmeria                       |                                             | Стихотворение |          | The Howard Collector, 1965           |

### Пиктский цикл
Условный (неавторский) литературный цикл Роберта Ирвина Говарда, объединяющий произведения о пиктах, составленный после смерти писателя. Сюда вошли рассказы о Бране Мак Морне и некоторые другие (например, относящиеся к циклу о Турлоге О'Брайене).

#### Бран Мак Морн
Цикл произведений о вожде пиктов Бране Мак Морне. Входит в «Пиктский цикл». По мнению Лавкрафта, наиболее выдающимся в пиктском сериале Говарда является рассказ Черви земли.
| Русскоязычное название | Оригинальное название | Альтернативное название | Форма         | Викитека | Издание                              |
| ---------------------- | --------------------- | ----------------------- | ------------- | -------- | ------------------------------------ |
| Бран Мак Морн (пьеса)  |                       | Bran Mak Morn: A Play   | Пьеса         |          | Bran Mak Morn: A Play & Others, 1983 |
| Фрагмент без названия  | [ 33 ]                | Fragment                | Фрагмент      |          | Bran Mak Morn, 1969                  |
| Люди тени              | Men of the Shadows    |                         | Рассказ       |          | Bran Mak Morn, 1969, нояб.           |
| Короли ночи            | Kings of the Night    |                         | Рассказ       |          | Weird Tales, 1930, нояб.             |
| Черви земли            | Worms of the Earth    |                         | Рассказ       |          | Weird Tales, 1932, нояб.             |
| Бран Мак Морн          | [ 35 ]                | Bran Mak Morn           | Фрагмент      |          | Cromlech, 1988                       |
| Поэмы и стихи:         |                       |                         |               |          |                                      |
| Люди тени (стих.)      | Men of the Shadows    | [ 36 ]                  | Стихотворение |          | Always Comes Evening, 1957           |
| Песнь народа           | A Song of the Race    |                         | Поэма         |          | Bran Mak Morn, 1969                  |

#### Другие произведения «Пиктского цикла»
| Русскоязычное название          | Оригинальное название     | Альтернативное название | Форма         | Викитека | Издание                     |
| ------------------------------- | ------------------------- | ----------------------- | ------------- | -------- | --------------------------- |
| Затерянная раса                 | The Lost Race             |                         | Рассказ       |          | Weird Tales, 1927, янв.     |
| Маленький народ                 | The Little People         |                         | Рассказ       |          | COVEN 13, 1970, янв.        |
| Чёрный человек                  | The Dark Man              |                         | Рассказ       |          | Weird Tales, 1931, дек.     |
| Дети ночи                       | The Children of the Night |                         | Рассказ       |          | Weird Tales, 1931, апр.-май |
| Барабаны пиктов                 | The Drums of Pictdom      |                         | Стихотворение |          | Bran Mak Morn, 1969         |
| Предисловие к «Пиктскому циклу» | Foreword                  |                         | Эссе          |          | Bran Mak, 1969              |

### Кельтский цикл
Произведения, посвященные противостоянию кельтов и викингов.

#### Турлог О'Брайен
Цикл историко-фэнтезийных произведений об ирландском воине 11-го столетия, наёмнике Турлоге О'Брайене.
| Русскоязычное название      | Оригинальное название      | Альтернативное название         | Форма         | Викитека | Издание                          |
| --------------------------- | -------------------------- | ------------------------------- | ------------- | -------- | -------------------------------- |
| Чёрный человек              | The Dark Man               |                                 | Рассказ       |          | Weird Tales, 1931, дек.          |
| Куда ушёл седой бог         | The Grey God Passes        | The Twilight of the Grey Gods   | Рассказ       |          | Dark Mind, Dark Heart, 1962      |
| Боги Бал-Сагота             | The Gods of Bal-Sagoth     | The Blond Goddess of Bal-Sagoth | Рассказ       |          | Weird Tales, 1931, окт.          |
| След Гунна                  | The Shadow of the Hun      |                                 | Рассказ       |          | Shadow of the Hun, 1975          |
| Фрагмент без названия       | [ 47 ]                     |                                 | Фрагмент      |          | Shadow of the Hun, 1975          |
| Копья Клонтарфа             | The Spears of Clontarf     |                                 | Рассказ       |          | Spears of Clontarf, 1978         |
| Поэмы и стихи:              |                            |                                 |               |          |                                  |
| Куда ушёл седой бог (стих.) | The Grey God Passes        | Conn's Saga                     | Стихотворение |          | Echoes From An Iron Harp, 1972   |
| Баллада о короле Герайнте   | The Ballad of King Geraint | [ 50 ]                          | Поэма         |          | The Ballad of King Geraint, 1989 |

#### Кормак мак Арт
Цикл произведений, посвященных реальному историческому персонажу, королю Ирландии III века Кормаку мак Арту.
| Русскоязычное название    | Оригинальное название      | Альтернативное название | Форма    | Викитека | Издание                   |
| ------------------------- | -------------------------- | ----------------------- | -------- | -------- | ------------------------- |
| Ночь волка                | The Night of the Wolf      |                         | Рассказ  |          | Bran Mak Morn, 1969       |
| Мечи Северного моря       | Swords of the Northern Sea |                         | Рассказ  |          | Tigers of the Sea, 1974   |
| Без заглавия              | [ 51 ]                     |                         | Фрагмент |          | Swords of the North, 2014 |
| В посмертном соавторстве: |                            |                         |          |          |                           |
| Храм скверны              | The Temple of Abomination  |                         | Рассказ  |          | Tigers of the Sea, 1974   |
| Тигры морей               | Tigers of the Sea          |                         | Рассказ  |          | Tigers of the Sea, 1974   |

### Джеймс Эллисон
Цикл произведений о приключениях Джеймса Эллисона, современного жителя Техаса, в прошлых эпохах.
| Русскоязычное название    | Оригинальное название     | Альтернативное название | Форма   | Викитека | Издание                           |
| ------------------------- | ------------------------- | ----------------------- | ------- | -------- | --------------------------------- |
| Долина червя              | The Valley of the Worm    |                         | Рассказ |          | Weird Tales, 1934, фев.           |
| Сад страха                | The Garden of Fear        |                         | Рассказ |          | Marvel Tales, 1934, июль-авг.     |
| Шествующий из Вальхаллы   | Marchers of Valhalla      |                         | Рассказ |          | Marchers of Valhalla, 1972        |
| Бракан-кельт              | Brachen the Kelt          |                         | Рассказ |          | The Barbarian Swordsmen, 1981     |
| Загадочный Акрам          | Akram the Mysterious      | The Tower of Time       | Рассказ |          | The New Howard Reader, 1998, авг. |
| В посмертном соавторстве: |                           |                         |         |          |                                   |
| Башня Времени             | The Tower of Time         | Akram the Mysterious    | Рассказ |          | Fantastic Stories, 1975, июнь     |
| Страж Идола               | The Guardian of the Idol  |                         | Рассказ |          | Weird Tales, 1981                 |
| Чёрные вехи               | Black Eons                |                         | Рассказ |          | The Howard Collector, 1967        |
| Роман «Воин снегов»       |                           |                         |         |          |                                   |
| Сын Делрина               | Genseric's Fifth-Born Son | Ghor Kin-Slayer         | Рассказ |          | Fantasy Crossroads, 1977          |

### Другиепроизведения фэнтези
| Русскоязычное название | Оригинальное название     | Альтернативное название                   | Форма   | Викитека | Издание                       |
| ---------------------- | ------------------------- | ----------------------------------------- | ------- | -------- | ----------------------------- |
| Копьё и клык           | Spear and Fang            |                                           | Рассказ |          | Weird Tales, 1925, июль       |
| Голос Эль-Лила         | The Voice of El-Lil       | Temptress of the Tower of Torture and Sin | Рассказ |          | Oriental Stories, 1930, нояб. |
| Каирн на мысу          | The Cairn on the Headland |                                           | Рассказ |          | Strange Tales, 1933, янв.     |
| Тень Вальгары          | The Shadow of the vulture |                                           | Рассказ |          | Oriental Stories, 1934, янв.  |
| Альмарик               | Almuric                   |                                           | Роман   |          | Weird Tales, 1939, май-авг.   |
| Дом Эрейбу             | The House of Arabu        | Witch from Hell's Kitchen                 | Рассказ |          | Avon Fantasy Reader, 1952     |
| Delenda Est            | Delenda Est               |                                           | Рассказ |          | Worlds of Fantasy, 1968       |
| Двое против Тира       | [ 67 ]                    | Two Against Tyre                          | Рассказ |          | 1970                          |
| Громовой всадник       | Spear and Fang            |                                           | Рассказ |          | Marchers of Valhalla, 1972    |
| Под баобабом           | Under the Baobab Tree     |                                           | Рассказ |          | Cross Plains, 1974            |
| Нехт Самерхенд         | Nekht Semerkeht           |                                           | Рассказ |          | Swords Against Darkness, 1977 |
| Могила дракона         | The Tomb of the Dragon    |                                           | Рассказ |          | The Shadow of the Beast, 1977 |
| Остров вечности        | The Isle of the Eons      |                                           | Рассказ |          | The Gods of Bal-Sagoth, 1979  |
| Голнор-обезьяна        | Golnor the Ape            |                                           | Рассказ |          | Crypt of Cthulhu, 1985        |

## Хоррор.Мистика.Детектив

### Де Монтур
История франко-ирландского оборотня Де Монтура представлена в трёх ранних новеллах.
| Русскоязычное название     | Оригинальное название      | Альтернативное название | Форма   | Викитека | Издание                 |
| -------------------------- | -------------------------- | ----------------------- | ------- | -------- | ----------------------- |
| В лесу Виллефэр            | In the Forest of Villefere |                         | Рассказ |          | Weird Tales, 1925, авг. |
| Когда восходит полная луна | Wolfshead                  |                         | Рассказ |          | Weird Tales, 1926, апр. |
| Дерьмовый оборотень        | Wolfsdung                  |                         | Рассказ |          | Cromlech, 1988          |

### Морской хоррор
Несколько произведений относятся к так называемому поджанру «морского» (хотя, скорее, «приморского» или «околоморского») хоррора.

#### Фаринг-таун
Небольшой цикл страшных историй о загадочном портовом городе, составляющих «Сагу о городе Фаринге».
| Русскоязычное название | Оригинальное название   | Альтернативное название | Форма         | Викитека | Издание                         |
| ---------------------- | ----------------------- | ----------------------- | ------------- | -------- | ------------------------------- |
| Проклятие моря         | Sea Curse               |                         | Рассказ       |          | Weird Tales, 1928, май          |
| Из глубины             | Out of the Deep         |                         | Рассказ       |          | Magazine of Horror, 1967, нояб. |
| Легенда о Фаринг-тауне | A Legend of Faring Town |                         | Стихотворение |          | Verses in Ebony, 1975           |

#### Другой морской хоррор
| Русскоязычное название | Оригинальное название | Альтернативное название  | Форма   | Викитека | Издание                        |
| ---------------------- | --------------------- | ------------------------ | ------- | -------- | ------------------------------ |
| Беспокойные воды       | Restless Waters       | The Horror at the Window | Рассказ |          | Spaceway Science Fiction, 1969 |

## Мифы Ктулху
Крупнейший и один из самых продолжительных в мировой литературе межавторский цикл, основанный на литературном наследии Говарда Филлипса Лавкрафта.

### Джон Кирован
Цикл классических хоррор-новелл, объединённых главным действующим лицом — ирландским исследователем оккультизма Джоном Кированом и его подручными — Конрадом и О’Доннелом. К циклу относятся четыре прижизненных рассказа и два дописанных последователями.
| Русскоязычное название                              | Оригинальное название     | Альтернативное название      | Форма   | Викитека | Издание                     |
| --------------------------------------------------- | ------------------------- | ---------------------------- | ------- | -------- | --------------------------- |
| Дети ночи                                           | The Children of the Night |                              | Рассказ |          | Weird Tales, 1931, апр.-май |
| Живущие под усыпальницами                           | His Brother’s Shoes       | The Dwellers Under the Tombs | Рассказ |          | Lost Fantasies, 1976        |
| Повелитель кольца                                   | The Haunter of the Ring   |                              | Рассказ |          | Weird Tales, 1934, июль     |
| Не рой мне могилу                                   | Dig Me No Grave           | John Grimlan’s Debt          | Рассказ |          | Weird Tales, 1937, фев.     |
| В посмертном соавторстве:                           |                           |                              |         |          |                             |
| Дом, окруженный дубами                              | The House                 | The House in the Oaks        | Рассказ |          | Dark Things, 1971           |
| Поместье «Дагон»                                    | Dagon Manor               |                              | Рассказ |          | Shudder Stories, 1986, март |
| Произведения, приписываемые к циклу «Джон Кирован»: |                           |                              |         |          |                             |
| Чёрный камень                                       | The Black Stone           |                              | Рассказ |          | Weird Tales, 1931, нояб.    |
| Тварь на крыше                                      | The Thing on the Roof     |                              | Рассказ |          | Weird Tales, 1932, фев.     |

### Фон Юнтц
Условный цикл рассказов Роберта Говарда, в которых упоминается Фридрих Вильгельм фон Юнтц, вымышленный немецкий учёный-оккультист 19-го века, а также его зловещая книга «Unaussprechlichen Kulten», входящая в перечень канонических артефактов вымышленной вселенной Мифов Ктулху.
| Русскоязычное название   | Оригинальное название     | Альтернативное название | Форма   | Викитека | Издание                     |
| ------------------------ | ------------------------- | ----------------------- | ------- | -------- | --------------------------- |
| Дети ночи                | The Children of the Night |                         | Рассказ |          | Weird Tales, 1931, апр.-май |
| Чёрный камень            | The Black Stone           |                         | Рассказ |          | Weird Tales, 1931, нояб.    |
| Тварь на крыше           | The Thing on the Roof     |                         | Рассказ |          | Weird Tales, 1932, фев.     |
| Эксперимент Джона Старка | Usurp the Night           | The Hoofed Thing        | Рассказ |          | Weirdbook Three, 1970       |
| Чёрные вехи              | Black Eons                |                         | Рассказ |          | The Howard Collector, 1967  |

### Джастин Джеффри
Условный цикл рассказов Роберта Говарда, в которых фигурирует Джастин Джеффри, вымышленный английский поэт 20-го века, автор поэмы «Люди монолита».
| Русскоязычное название | Оригинальное название | Альтернативное название | Форма   | Викитека | Издание                  |
| ---------------------- | --------------------- | ----------------------- | ------- | -------- | ------------------------ |
| Чёрный камень          | The Black Stone       |                         | Рассказ |          | Weird Tales, 1931, нояб. |
| Тварь на крыше         | The Thing on the Roof |                         | Рассказ |          | Weird Tales, 1932, фев.  |
| Дом, окруженный дубами | The House             | The House in the Oaks   | Рассказ |          | Dark Things, 1971        |

### Другие произведения из«Мифов Ктулху»
| Русскоязычное название    | Оригинальное название     | Альтернативное название         | Форма   | Викитека | Издание                                                              |
| ------------------------- | ------------------------- | ------------------------------- | ------- | -------- | -------------------------------------------------------------------- |
| Королевство теней         | The Shadow Kingdom        |                                 | Рассказ |          | Weird Tales, 1929, авг.                                              |
| Боги Бал-Сагота           | The Gods of Bal-Sagoth    | The Blond Goddess of Bal-Sagoth | Рассказ |          | Weird Tales, 1931, окт.                                              |
| Люди тьмы                 | People of the Dark        |                                 | Рассказ |          | Strange Tales, 1932, июнь                                            |
| Черви земли               | Worms of the Earth        |                                 | Рассказ |          | Weird Tales, 1932, нояб.                                             |
| Пламя Ашшурбанипала       | The Fire of Asshurbanipal |                                 | Рассказ |          | Weird Tales, 1936, дек.                                              |
| Эксперимент Джона Старка  | Usurp the Night           | The Hoofed Thing                | Рассказ |          | Weirdbook Three, 1970                                                |
| В посмертном соавторстве: |                           |                                 |         |          |                                                                      |
| Храм скверны              | The Temple of Abomination |                                 | Рассказ |          | Tigers of the Sea, 1974                                              |
| Ярость медведя            | The Black Bear Bites      | Black John's Vengeance          | Рассказ |          | From Beyond the Dark Gateway, 1974                                   |
| Чёрные вехи               | Black Eons                |                                 | Рассказ |          | The Howard Collector, 1967                                           |
| Аббатство                 | The Abbey                 |                                 | Рассказ |          | Nameless Cults: The Cthulhu Mythos Fiction of Robert E. Howard, 2001 |
| Дверь в мир               | The Door to the Garden    | The Door to the World           | Рассказ |          | Nameless Cults: The Cthulhu Mythos Fiction of Robert E. Howard, 2001 |

## Истории неведомой угрозы
Основная статья: Weird Menace 
Крупный жанровый массив произведений Роберта Говарда, относящийся к современному остросюжетному сверхъестественному триллеру, типичному для американской литературной традиции 1930-х годов и позднее. Стилистически представляют собой синтез литературы ужасов,  вестерна, нуара и научной фантастики. Иногда, к этому массиву относят ряд детективных сериалов Говарда (Стив Харрисон  и др.), а также цикл историй о Джоне Кироване.

### Сверхъестественный юго-запад
Двенадцать классических хоррор-новелл, условно объединенных по региональному принципу – описываемые события происходят на территории юго-западных штатов США, в современную Говарду эпоху, в 1930-е годы. Истории из этого цикла также подпадают под жанровую классификацию «Weird West» (Дикий Запад).
| Русскоязычное название   | Оригинальное название         | Альтернативное название                            | Форма   | Викитека     | Издание                               |
| ------------------------ | ----------------------------- | -------------------------------------------------- | ------- | ------------ | ------------------------------------- |
| Ужас из кургана          | The Horror From the Mound     | The Monster from the Mound                         | Рассказ |              | Weird Tales, 1932, май                |
| Человек на земле         | The Man on the Ground         |                                                    | Рассказ |              | Weird Tales, 1933, июль               |
| Сердце старого Гарфилда  | Old Garfield's Heart          | Old Garrod's Heart                                 | Рассказ |              | Weird Tales, 1933, дек.               |
| Чёрный Канаан            | Black Canaan                  |                                                    | Рассказ | Black Canaan | Weird Tales, 1936                     |
| Мёртвые помнят           | The Dead Remember             |                                                    | Рассказ |              | Argosy, 1936, авг.                    |
| Голуби преисподней       | Pigeons from Hell             |                                                    | Рассказ |              | Weird Tales, 1938, май                |
| Келли-колдун             | Kelly the Conjure-man         |                                                    | Эссе    |              | The Howard Collector #5, 1964         |
| Тень рока                | The Shadow of Doom            |                                                    | Рассказ |              | The Howard Collector, 1966            |
| От любви к Барбаре Аллен | For the Love of Barbara Allen |                                                    | Рассказ |              | Fantasy & Science Fiction, 1966, авг. |
| Долина сгинувших         | The Valley of the Lost        | Secret of Lost Valley King of the Forgotten People | Рассказ |              | Magazine of Horror, 1966              |
| Проклятая хижина         | The Haunted Hut               |                                                    | Рассказ |              | Weirdbook Two, 1969                   |
| Ужас в ночи              | A Horror in the Night         |                                                    | Рассказ |              | Cross Plains, 1974                    |
| Тень зверя               | The Shadow of the Beast       |                                                    | Рассказ |              | The Shadow of the Beast, 1977         |

### Прочие произведения«Историй неведомой угрозы»
| Русскоязычное название          | Оригинальное название     | Альтернативное название  | Форма   | Викитека | Издание                               |
| ------------------------------- | ------------------------- | ------------------------ | ------- | -------- | ------------------------------------- |
| Змея из ночного кошмара         | The Dream Snake           |                          | Рассказ |          | Weird Tales, 1928, фев.               |
| Хозяин судьбы                   | Skull-Face                |                          | Роман   |          | Weird Tales, 1929, окт.-дек.          |
| Когти во тьме                   | Black Talons              | Talons in the Dark       | Рассказ |          | Strange Detective Stories, 1933, дек. |
| Луна Замбибве                   | The Moon of Zambebwei     | The Grisly Horror        | Рассказ |          | Weird Tales, 1935, фев                |
| Дул чёрный ветер                | Black Wind Blowing        |                          | Рассказ |          | Thrilling Mystery, 1936, июнь         |
| Гончие смерти                   | Black Hound of Death      |                          | Рассказ |          | Weird Tales, 1936, нояб.              |
| Дьяволы Тёмного озера           | Devils of Dark Lake       |                          | Рассказ |          | WT 50: A Tribute to Weird Tales, 1974 |
| Бронзовый павлин                | The Brazen Peacock        |                          | Рассказ |          | REH: Lone Star Fictioneer, 1975       |
| Рука Обеаха                     | The Hand of Obeah         |                          | Рассказ |          | Crypt of Cthulhu, 1983, сен.          |
| Постояльцы из нехорошей комнаты | Guests of the Hoodoo Room |                          | Рассказ |          | Shudder Stories, 1984                 |
| Дом Ом                          | The House of Om           |                          | Рассказ |          | Shudder Stories, 1984                 |
| Заклятье Дамбаллаха             | The Spell of Damballah    |                          | Рассказ |          | Revelations of Yuggoth, 1987          |
| Нефритовый бог                  | The Jade God              |                          | Рассказ |          | 1992                                  |
| В посмертном соавторстве:       |                           |                          |         |          |                                       |
| Голос тьмы                      | Taveral Manor             | The Return of Skull-Face | Повесть |          | The Return of Skullface, 1977         |

## Мрачныйдетектив
Детективные произведения в поджанре литературы ужасов Weird Menace (Неведомая угроза) о полицейских расследованиях, связанных с загадочными явлениями в наши дни. Стилистически детективные сериалы Говарда связаны с циклами ужасов «Джон Кирован», «Сверхъестественный юго-запад» и «Историй неведомой угрозы», составляя с ними единую антологию. Детективный цикл Роберта Говарда включает три сериала полицейских триллеров — «Стив Харрисон», «Бутч Горман и Брент Кирби», «Стив Бендер, Мак-Грю и Уэйл».

### Стив Харрисон
Сериал об американском частном детективе Стиве Харрисоне, сталкивающимся в своих расследованиях со сверхъестественными силами. Входит в цикл «Историй неведомой угрозы».
| Русскоязычное название    | Оригинальное название          | Альтернативное название | Форма    | Викитека | Издание                                   |
| ------------------------- | ------------------------------ | ----------------------- | -------- | -------- | ----------------------------------------- |
| Болото вуду               | Fangs of Gold                  | People of the Serpent   | Рассказ  |          | Strange Detective Stories, 1934, фев.     |
| Смертоносный секрет       | The Tomb's Secret              | The Teeth of Doom       | Рассказ  |          | Strange Detective Stories, 1934, фев.     |
| Чёрная книга              | Names in the Black Book        |                         | Рассказ  |          | Super Detective Stories, 1934, май        |
| Кладбищенские крысы       | Graveyard Rats                 |                         | Рассказ  |          | Thrilling Mystery, 1936, фев.             |
| Зловещий особняк          | The House of Suspicion         | The House of Fear       | Рассказ  |          | The Second Book of Robert E. Howard, 1976 |
| Повелитель мертвых        | Lord of the Dead               | Dead Man's Doom         | Рассказ  |          | Skull-Face, 1978                          |
| Чёрная луна               | The Black Moon                 |                         | Рассказ  |          | Bran Mak Morn: A Play & Others, 1983      |
| Серебряная шпора          | The Silver Heel                |                         | Рассказ  |          | Two-Fisted Detective Stories, 1984, май   |
| Голос мёртвых             | The Voice of Death             |                         | Рассказ  |          | Two-Fisted Detective Stories, 1984, май   |
| Без заглавия              | [ 98 ]                         |                         | Фрагмент |          | Two-Fisted Detective Stories, 1984, май   |
| В посмертном соавторстве: |                                |                         |          |          |                                           |
| Тайна дома Таннерно       | The Mystery of Tannernoe Lodge |                         | Рассказ  |          | Lord of the Dead, 1981                    |

### Бутч Горман и Брент Кирби
| Русскоязычное название    | Оригинальное название         | Альтернативное название | Форма   | Викитека | Издание                                 |
| ------------------------- | ----------------------------- | ----------------------- | ------- | -------- | --------------------------------------- |
| Сыны ненависти            | Sons of Hate                  |                         | Рассказ |          | Two-Fisted Detective Stories, 1984, май |
| В посмертном соавторстве: |                               |                         |         |          |                                         |
| Алые слёзы                | The Hand of the Black Goddess | Scarlet Tears           | Рассказ |          | Bran Mak Morn: A Play & Others, 1983    |

### Стив Бендер, Мак-Грю и Уэйл
| Русскоязычное название   | Оригинальное название       | Альтернативное название | Форма    | Викитека | Издание                     |
| ------------------------ | --------------------------- | ----------------------- | -------- | -------- | --------------------------- |
| Призрак в шёлковой шляпе | The Ghost with the Silk Hat |                         | Рассказ  |          | Writer of the Dark, 1986    |
| Эй, Запад!               | Westward Ho!                |                         | Рассказ  |          | The last of the trunk, 2007 |
| Дикарь                   | The Wild Man                |                         | Рассказ  |          | The last of the trunk, 2007 |
| Без заглавия             | [ 103 ]                     |                         | Фрагмент |          | The last of the trunk, 2007 |

## Прочие произведения в жанрахмистикаиужасы
| Русскоязычное название    | Оригинальное название       | Альтернативное название | Форма    | Викитека | Издание                               |
| ------------------------- | --------------------------- | ----------------------- | -------- | -------- | ------------------------------------- |
| Гиена Сенекозы            | The Hyena                   |                         | Рассказ  |          | Weird Tales, 1928, март               |
| Прикосновение смерти      | The Fearsome Touch of Death | The Touch of Death      | Рассказ  |          | Weird Tales, 1930, фев.               |
| Проклятие Деймода         | Dermod's Bane               |                         | Рассказ  |          | Magazine of Horror, 1967              |
| Кобра снов                | The Cobra in the Dream      |                         | Рассказ  |          | Weirdbook One, 1968                   |
| Пришелец из тьмы          | The Noseless Horror         |                         | Рассказ  |          | Magazine of Horror, 1970, фев.        |
| Чёрная страна             | Black Country               |                         | Рассказ  |          | Weirdbook Six, 1973                   |
| Последняя песня Касонетто | Casonetto's Last Song       |                         | Рассказ  |          | Etchings and Odysseys, 1973           |
| Дьявольский дровосек      | The Devil's Woodchopper     |                         | Рассказ  |          | The Grim Land and Others, 1976        |
| Мастер страха             | The Fear-Master             |                         | Рассказ  |          | Crypt of Cthulhu, 1984, апр.          |
| Возвращение чародея       | The Return of the Sorcerer  |                         | Рассказ  |          | Bicentennial Tribute to REH, 1976     |
| Змеиная лоза              | Serpent Vines               |                         | Рассказ  |          | Witchcraft and Sorcery, 1974          |
| Призраки во тьме          | Spectres in the Dark        |                         | Рассказ  |          | WT 50: A Tribute to Weird Tales, 1974 |
| Миг победы                | The Supreme Moment          |                         | Рассказ  |          | Crypt of Cthulhu, 1984, сен.          |
| Без заглавия              | [ 109 ]                     |                         | Фрагмент |          | Fantasy Crossroads, 1976, фев.        |
| В посмертном соавторстве: |                             |                         |          |          |                                       |
| Грохот труб               | A Thunder of Trumpets       |                         | Рассказ  |          | Weird Tales, 1938, сен.               |

## КатулосиЭрлик-хан
Условный цикл, объединяющий произведения Роберта Говарда о Катулосе и Эрлик-хане в единую антологию
| Русскоязычное название    | Оригинальное название   | Альтернативное название  | Форма   | Викитека   | Издание                            |
| ------------------------- | ----------------------- | ------------------------ | ------- | ---------- | ---------------------------------- |
| Хозяин судьбы             | Skull-Face              |                          | Роман   | Skull-Face | Weird Tales, 1929, окт.-дек.       |
| Чёрная книга              | Names in the Black Book |                          | Рассказ |            | Super Detective Stories, 1934, май |
| Гончие смерти             | Black Hound of Death    |                          | Рассказ |            | Weird Tales, 1936, нояб.           |
| Повелитель мертвых        | Lord of the Dead        | Dead Man's Doom          | Рассказ |            | Skull-Face, 1978                   |
| В посмертном соавторстве: |                         |                          |         |            |                                    |
| Голос тьмы                | Taveral Manor           | The Return of Skull-Face | Повесть |            | The Return of Skullface, 1977      |

## Вестерн

### Брекенридж Элкинс
Цикл юмористических вестернов о ковбое и охотнике Брекенридже Элкинсе, объединенных в три основные книги – «Джентльмен с Медвежьей речки», «Брат бури» и «Лик смерча».
| Русскоязычное название                       | Оригинальное название               | Альтернативное название                             | Форма    | Викитека | Издание                         |
| -------------------------------------------- | ----------------------------------- | --------------------------------------------------- | -------- | -------- | ------------------------------- |
| Роман «Джентльмен с Медвежьей речки» (1937): |                                     |                                                     |          |          |                                 |
| Полосатые рубашки и разбитые сердца          | Striped Shirts and Busted Hearts    |                                                     | Рассказ  |          | The Summit County Journal, 1967 |
| Спустившийся с гор                           | Mountain Man                        |                                                     | Рассказ  |          | Action Stories, 1934, март-апр. |
| Знакомство с Капитаном Киддом                | Meet Cap'n Kidd                     |                                                     | Рассказ  |          | The Summit County Journal, 1937 |
| Выстрелы в горах                             | Guns of the Mountains               |                                                     | Рассказ  |          | Action Stories, 1934, май-июнь  |
| Джентльмен с Медвежьей речки                 | A Gent from Bear Creek              |                                                     | Рассказ  |          | Action Stories, 1934, окт.      |
| Кровная месть                                | The Feud Buster                     |                                                     | Рассказ  |          | Action Stories, 1935, июнь      |
| Дорога на Медвежью речку                     | The Road to Bear Creek              |                                                     | Рассказ  |          | Action Stories, 1934, дек.      |
| Охотники до скальпов                         | The Scalp Hunter                    | A Stranger in Grizzly Claw                          | Рассказ  |          | Action Stories, 1934, авг.      |
| Гименей с Медвежьей речки                    | Cupid from Bear Creek               | The Peaceful Pilgrim                                | Рассказ  |          | Action Stories, 1935, авг.      |
| Пещерный житель                              | The Haunted Mountain                |                                                     | Рассказ  |          | Action Stories, 1935, фев.      |
| Страсть к просвещению                        | Educate or Bust                     |                                                     | Рассказ  |          | Action Stories, 1937, нояб.     |
| Война на Медвежьей речке                     | War on Bear Creek                   |                                                     | Рассказ  |          | Action Stories, 1935, апр.      |
| Как Медвежья речка вышла из берегов          | When Bear Creek Came to Chawed Ear  |                                                     | Рассказ  |          | The Summit County Journal, 1971 |
| Джентльмен с Медвежьей речки                 | A Gent from Bear Creek              |                                                     | Роман    |          | A Gent from Bear Creek, 1937    |
| Сборник «Брат бури» (1966):                  |                                     |                                                     |          |          |                                 |
| Переполох на Медвежьей речке                 | The Riot at Cougar Paw              |                                                     | Рассказ  |          | Action Stories, 1935, окт.      |
| Великое переселение народов                  | Pilgrims to the Pecos               | Weary Pilgrims on the Road                          | Рассказ  |          | Action Stories, 1936, фев.      |
| Буйное помешательство                        | Gents on the Rampage                | Gents on the Rampage                                | Рассказ  |          | Action Stories, 1936, авг.      |
| Битва в урочище Горный Апач                  | The Apache Mountain War             |                                                     | Рассказ  |          | Action Stories, 1935, дек.      |
| Шестизарядная политика                       | Pistol Politics                     |                                                     | Рассказ  |          | Action Stories, 1935, апр.      |
| Непобедимый герой из Верхнего Гумбольта      | The Conquerin' Hero of the Humbolts | Politics at Blue Lizard Politics at Lonesome Lizard | Рассказ  |          | Action Stories, 1936, окт.      |
| Торнадо с разбитым сердцем                   | A Ringtailed Tornado                |                                                     | Рассказ  |          | Masked Rider Western, 1944      |
| Сборник «Лик смерча» (1979):                 |                                     |                                                     |          |          |                                 |
| Кордова ковбоев не жалует                    | No Cowherders Wanted                | Gents in Buckskin                                   | Рассказ  |          | Action Stories, 1936, сен.      |
| Брекенридж Элкинс и налоги                   | Mayhem and Taxes                    |                                                     | Рассказ  |          | The Summit County Journal, 1967 |
| Лихие дела в Красном Кугуаре                 | Evil Deeds at Red Cougar            |                                                     | Рассказ  |          | Action Stories, 1936, июнь      |
| Серенада Жёваного Уха                        | Sharp's Gun Serenade                |                                                     | Рассказ  |          | Action Stories, 1937, янв.      |
| Мирный странник                              | The Peaceful Pilgrim                |                                                     | Рассказ  |          | Action Stories, 1968, нояб.     |
| Пока клубился дым                            | While Smoke Rolled                  |                                                     | Рассказ  |          | Action Stories, 1956, нояб.     |
| Элкинсы не сдаются!                          | A Elkins Never Surrenders           | The Curly Wolf of Sawtooth A Elston to the Rescue   | Рассказ  |          | Star Western, 1936, сен.        |
| Другое:                                      |                                     |                                                     |          |          |                                 |
| Без заглавия                                 | [ 117 ]                             |                                                     | Фрагмент |          | The Howard Collector, 2011      |

### Гризли Элкинс
| Русскоязычное название    | Оригинальное название   | Альтернативное название | Форма   | Викитека | Издание             |
| ------------------------- | ----------------------- | ----------------------- | ------- | -------- | ------------------- |
| Оборотни коровьей слободы | Law-Shooters of Cowtown | Law Guns of Cowtown     | Рассказ |          | Cross Plains, 1974  |
| Долг стрелка́              | Gunman's Debt           |                         | Рассказ |          | The Last Ride, 1978 |

### Пайк Бирфилд
| Русскоязычное название  | Оригинальное название | Альтернативное название | Форма   | Викитека | Издание                              |
| ----------------------- | --------------------- | ----------------------- | ------- | -------- | ------------------------------------ |
| Джентльмен из Пекоса    | A Gent from the Pecos | Shave That Hawg!        | Рассказ |          | Argosy, 1936, окт.                   |
| Джентльмены и суд Линча | Gents on the Lynch    |                         | Рассказ |          | Argosy, 1936, окт.                   |
| Бунт в Бакснорте        | The Riot at Bucksnort |                         | Рассказ |          | Argosy, 1936, окт.                   |
| Пока клубился дым       | While Smoke Rolled    | While the Smoke Rolled  | Рассказ |          | Double Action Western, 1956, дек.    |
| След дьявола            | The Diablos Trail     |                         | Рассказ |          | Bran Mak Morn: A Play & Others, 1983 |

### Бакнер Граймс
| Русскоязычное название       | Оригинальное название | Альтернативное название | Форма   | Викитека | Издание                         |
| ---------------------------- | --------------------- | ----------------------- | ------- | -------- | ------------------------------- |
| Как леопард погубил человека | A Man-Eating Jeopard  |                         | Рассказ |          | Cowboy Stories, 1936, июнь      |
| Повеса из Найф-Ривер         | Knife River Prodigal  | A Texas Prodigal        | Рассказ |          | Cowboy Stories, 1937, июль      |
| Джон Олден из Техаса         | Texas John Alden      | A Ringtailed Tornado    | Рассказ |          | Masked Rider Western, 1937, май |

### Сонора Кид
| Русскоязычное название             | Оригинальное название                                      | Альтернативное название | Форма    | Викитека | Издание                    |
| ---------------------------------- | ---------------------------------------------------------- | ----------------------- | -------- | -------- | -------------------------- |
| Нож, пуля и петля                  | Knife, Bullet and Noose                                    |                         | Рассказ  |          | The Howard Collector, 1965 |
| Дьявольский джокер                 | The Devil's Joker                                          | The Devil's Jest        | Рассказ  |          | Cross Plains, 1975         |
| Сила среди островов                | A Power Among the Islands                                  |                         | Рассказ  |          | North of the Khyber, 1987  |
| Замок на отшибе                    | The Shunned Castle                                         |                         | Рассказ  |          | North of the Khyber, 1987  |
| Братский совет                     | Brotherly Advice                                           |                         | Рассказ  |          | The Sonora Kid, 1988       |
| Встреча в пустыне                  | Desert Rendezvous                                          |                         | Рассказ  |          | The Sonora Kid, 1988       |
| Рыжие локоны и короткая стрижка    | Red Curls and Bobbed Hair                                  |                         | Рассказ  |          | The Sonora Kid, 1988       |
| Сонора-Кид, пастух                 | The Sonora Kid-Cowhand                                     |                         | Рассказ  |          | The Sonora Kid, 1988       |
| Сонора-Кид, Счастливая Рука        | The Sonora Kid's Winning Hand                              |                         | Рассказ  |          | The Sonora Kid, 1988       |
| Западная башня                     | The West Tower                                             |                         | Рассказ  |          | The Sonora Kid, 1988       |
| Кольцо из белого нефрита           | The White Jade Ring                                        |                         | Фрагмент |          |                            |
| «Пылающее солнце в пылающем небе…» | "A blazing sun in a blazing sky, reflected from..."        |                         | Фрагмент |          | The Sonora Kid, 1988       |
| Без заглавия                       | "The Hades Saloon and gambling hall, Buffalotown..."       |                         | Фрагмент |          | The Sonora Kid, 1988       |
| Без заглавия                       | "The Hot Arizona sun had not risen high enough to heat..." |                         | Фрагмент |          | The Sonora Kid, 1988       |
| Без заглавия                       | "Madge Meraldson set her traveling-bag on the station..."  |                         | Фрагмент |          | The Sonora Kid, 1988       |
| Без заглавия                       | "Steve Allison settled himself down comfortably in..."     |                         | Фрагмент |          | The Sonora Kid, 1988       |
| Без заглавия                       | "The way it came about that Steve Allison, Timoleon..."    |                         | Фрагмент |          | The Sonora Kid, 1988       |

### Прочиевестерны
| Русскоязычное название     | Оригинальное название                       | Альтернативное название      | Форма    | Викитека         | Издание                              |
| -------------------------- | ------------------------------------------- | ---------------------------- | -------- | ---------------- | ------------------------------------ |
| Рождественское золото      | Golden Hope Christmas                       |                              | Рассказ  |                  | The Tattler 1922, дек.               |
| Барабаны заката            | Drums of the Sunset                         | Riders of the Sunset         | Рассказ  |                  | The Cross Plains Review, 1929        |
| Последний рейд             | Boot-Hill Payoff                            | The Last Ride                | Рассказ  | Boot-Hill Payoff | Western Aces, 1935, окт.             |
| Святилище стервятников     | Vulture's Sanctuary                         |                              | Рассказ  |                  | Argosy, 1936, нояб.                  |
| Стервятники                | The Vultures of Whapeton                    | [ 121 ]                      | Рассказ  |                  | Smashing Novels Magazine, 1936, дек. |
| Как избавиться от труса    | The Extermination of Yellow Donory          | The Killing of Yellow Donory | Рассказ  |                  | Zane Grey Western Magazine, 1970     |
| Правосудие пустыни         | Showdown at Hell's Canyon                   | The Judgement of the Desert  | Рассказ  |                  | The Vultures, 1973                   |
| Билл Смайли и сила взгляда | Bill Smalley and the Power of the Human Eye | The Power of the Human Eye   | Рассказ  |                  | The Dark Man, 1991                   |
| Встреча с шестизарядным    | Six-Gun Interview                           |                              | Фрагмент |                  |                                      |

## Рассказы обоксёрах

### Эйс Джессел
| Русскоязычное название | Оригинальное название            | Альтернативное название     | Форма   | Викитека | Издание                              |
| ---------------------- | -------------------------------- | --------------------------- | ------- | -------- | ------------------------------------ |
| Сошествие на ринг      | The Apparition in the Prize Ring | The Spirit of Tom Molyneaux | Рассказ |          | Ghost Stories, 1929, апр.            |
| Жульничество           | Double Cross                     |                             | Рассказ |          | Bran Mak Morn: A Play & Others, 1983 |

### Стив Костиган
| Русскоязычное название         | Оригинальное название                                         | Альтернативное название                                 | Форма    | Викитека | Издание                                   |
| ------------------------------ | ------------------------------------------------------------- | ------------------------------------------------------- | -------- | -------- | ----------------------------------------- |
| Змеиная яма                    | The Pit of the Serpent                                        | Manila Manslaughter                                     | Рассказ  |          | Fight Stories, 1929, июль                 |
| Обида моряка                   | Sailor's Grudge                                               | Costigan vs. Kid Camera                                 | Рассказ  |          | Fight Stories, 1930, март                 |
| Кулак и клык                   | Fist and Fang                                                 | Cannibal Fists                                          | Рассказ  |          | Fight Stories, 1930, май                  |
| Знак змеи                      | The Sign of the Snake                                         |                                                         | Рассказ  |          | Action Stories, 1931, июнь                |
| Победитель получает все        | Winner Take All                                               | Sucker!                                                 | Рассказ  |          | Action Stories, 1930, июль                |
| Кулаки побережья               | Waterfront Fists                                              | Stand Up and Slug                                       | Рассказ  |          | Fight Stories, 1930, сен.                 |
| Бульдожья порода               | The Bull Dog Breed                                            | You Got to Kill a Bulldog                               | Рассказ  |          | Fight Stories, 1930, окт.                 |
| Чемпион кубрика                | Champ of the Forecastle                                       | Champ of the Seven Seas, The Champion of the Forecastle | Рассказ  |          | Fight Stories, 1930, нояб.                |
| Аллеи опасности                | Alleys of Peril                                               | Leather Lightning                                       | Рассказ  |          | Fight Stories, 1931, янв.                 |
| Закон побережья                | The TNT Punch                                                 | The Waterfront Law, The Waterfront Wallop               | Рассказ  |          | Action Stories, 1931, янв.                |
| Кулаки Техаса                  | Texas Fists                                                   | Shanghied Mitts                                         | Рассказ  |          | Fight Stories, 1931, май                  |
| Опасный дом                    | Blow the Chinks Down                                          | The House of Peril                                      | Рассказ  |          | Action Stories, 1931, окт.                |
| Прирождённый боец              | Breed of Battle                                               | The Fighten'est Pair, Sampson Had a Soft Spot           | Рассказ  |          | Action Stories, 1931, нояб.               |
| Цирковые бойцы                 | Circus Fists                                                  | Slugger Bait                                            | Рассказ  |          | Fight Stories, 1931, дек.                 |
| Однажды ночью в Шанхае         | Dark Shanghai                                                 | One Shanghai Night                                      | Рассказ  |          | Action Stories, 1932, янв.                |
| Викинги в боксёрских перчатках | Vikings of the Gloves                                         | Including the Scandinavian                              | Рассказ  |          | Fight Stories, 1932, фев.                 |
| Ночь битвы                     | Night of Battle                                               | Shore Leave for a Slugger                               | Рассказ  |          | Fight Stories, 1932, март                 |
| Сильный игрок                  | The Slugger's Game                                            |                                                         | Рассказ  |          | Jack Dempsey's Fight Magazine, 1934, май  |
| Генерал Железный Кулак         | General Ironfist                                              |                                                         | Рассказ  |          | Jack Dempsey's Fight Magazine, 1934, июнь |
| Игроки на побережье            | Sluggers on the Beach                                         |                                                         | Рассказ  |          | Jack Dempsey's Fight Magazine, 1934, авг. |
| Моряк Костиган и Свами         | Sailor Costigan and the Swami                                 |                                                         | Рассказ  |          | The Howard Review, 1977                   |
| По закону акулы                | By the Law of the Shark                                       |                                                         | Рассказ  |          | REH Fight Magazine, 1996                  |
| Разбитые кулаки                | Flying Knuckles                                               |                                                         | Рассказ  |          | REH Fight Magazine, 1996                  |
| Добро должно быть с кулаками   | Hard-Fisted Sentiment                                         |                                                         | Рассказ  |          | REH Fight Magazine, 1996                  |
| Честь Корабля                  | The Honor of the Ship                                         |                                                         | Рассказ  |          | REH Fight Magazine, 1996                  |
| Блюз Голубой реки              | Blue River Blues                                              |                                                         | Рассказ  |          |                                           |
| Моряк-воин                     | The Battling Sailor                                           |                                                         | Рассказ  |          |                                           |
| Фрагмент 1                     | "I had just hung by sparring partner, Battling O'Toole..."    |                                                         | Фрагмент |          | The Howard Review, 1975                   |
| Фрагмент 2                     | "It was the end of the fourth round..."                       |                                                         | Фрагмент |          | The Howard Review, 1975                   |
| Фрагмент 3                     | "The night Sailor Steve Costigan fought Battling O'Rourke..." |                                                         | Фрагмент |          | The Howard Review, 1975                   |

### Малыш Кид
| Русскоязычное название        | Оригинальное название                           | Альтернативное название | Форма    | Викитека | Издание                          |
| ----------------------------- | ----------------------------------------------- | ----------------------- | -------- | -------- | -------------------------------- |
| Школьные носки                | College Socks                                   | A Student of Sockology  | Рассказ  |          | Sport Story Magazine, 1931, сен. |
| Волшебные боксерские перчатки | Man with the Mystery Mitts                      |                         | Рассказ  |          | Sport Story Magazine, 1931, окт. |
| Маленький Галахад             | The Good Knight                                 | Kid Galahad             | Рассказ  |          | Sport Story Magazine, 1931, дек. |
| Нарисованная карта            | The Drawing Card                                |                         | Рассказ  |          |                                  |
| Напряжение боя                | Fighting Nerves                                 |                         | Рассказ  |          |                                  |
| Психология бокса              | Fistic Psychology                               |                         | Рассказ  |          |                                  |
| Приносящий неудачу            | The Jinx                                        |                         | Рассказ  |          |                                  |
| Техасский Дикий Кот           | The Texas Wildcat                               |                         | Рассказ  |          |                                  |
| Крепкий орешек                | A Tough Nut to Crack                            |                         | Рассказ  |          |                                  |
| Без заглавия                  | "Huh?" I was so dumbfounded I was clean off..." |                         | Фрагмент |          |                                  |

### Деннис Дорган
| Русскоязычное название             | Оригинальное название             | Альтернативное название                                                       | Форма   | Викитека | Издание                                          |
| ---------------------------------- | --------------------------------- | ----------------------------------------------------------------------------- | ------- | -------- | ------------------------------------------------ |
| Турецкая угроза                    | The Turkish Menace                | Sailor Dorgan and the Turkish Menace, Sailor Costigan and the Turkish Menace  | Рассказ |          | Oriental Stories, 1933, май                      |
| Аллеи во тьме                      | Alleys of Darkness                | Alleys of Singapore                                                           | Рассказ |          | Oriental Stories, 1934                           |
| Аллеи предательства                | Alleys of Treachery               | The Mandarin Ruby                                                             | Рассказ |          | The Howard Collector, 1966, фев.                 |
| Моряк Дорган и Нефритовая обезьяна | Sailor Dorgan and the Jade Monkey | Sailor Costigan and the Jade Monkey The Jade Monkey                           | Рассказ |          | The Howard Collector, 1971                       |
| Моряк Дорган и Горилла Судьбы      | The Destiny Gorilla               | Sailor Costigan and the Destiny Gorilla Sailor Dorgan and the Destiny Gorilla | Рассказ |          | The Incredible Adventures of Dennis Dorgan, 1974 |
| В высшем обществе                  | In High Society                   | Cultured Cauliflowers                                                         | Рассказ |          | The Incredible Adventures of Dennis Dorgan, 1974 |
| Рыцарь круглого стола              | A Knight of the Round Table       | Iron-Clad Fists                                                               | Рассказ |          | The Incredible Adventures of Dennis Dorgan, 1974 |
| В роли журналиста                  | Playing Journalist                | A New Game for Costigan A New Game for Dorgan                                 | Рассказ |          | The Incredible Adventures of Dennis Dorgan, 1974 |
| В роли Санта-Клауса                | Playing Santa Claus               | A Two-Fisted Santa Claus                                                      | Рассказ |          | The Incredible Adventures of Dennis Dorgan, 1974 |
| Жёлтая кобра                       | The Yellow Cobra                  | Sailor Dorgan and the Yellow Cobra A Korean Night A Night Ashore              | Рассказ |          | The Incredible Adventures of Dennis Dorgan, 1974 |

### Прочее о боксёрах
| Русскоязычное название  | Оригинальное название       | Альтернативное название | Форма    | Викитека | Издание                                      |
| ----------------------- | --------------------------- | ----------------------- | -------- | -------- | -------------------------------------------- |
| Ужасное сборище         | Crowd Horror                |                         | Рассказ  |          | Argosy, 1929, июль                           |
| Железный человек        | The Iron Man                | Iron Men                | Рассказ  |          | Fight Stories, 1930, июнь                    |
| Кулаки пустыни          | Iron-jaw                    | Fists of the Desert     | Рассказ  |          | Dime Sports Magazine, 1936, апр.             |
| Они всегда возвращаются | They Always Come Back       |                         | Рассказ  |          | The Iron Man & Other Tales of the Ring, 1976 |
| Кулаки революции        | Fists of the Revolution     |                         | Рассказ  |          | Fantasy Crossroads Special Edition, 1976     |
| Знак кровавой руки      | The Mark of the Bloody Hand |                         | Рассказ  |          | Writer of the Dark, 1986                     |
| Голос судьбы            | The Voice of Doom           |                         | Рассказ  |          | Crypt of Cthulhu, 1986                       |
| Свирепая обезьяна       | The Ferocious Ape           |                         | Рассказ  |          |                                              |
| Яростная схватка        | The Fighting Fury           |                         | Рассказ  |          |                                              |
| Миротворец              | A Man of Peace              |                         | Рассказ  |          |                                              |
| Мистер Демси            | Misto' Demsey               |                         | Рассказ  |          | Misto' Dempsey                               |
| Ночная стычка           | Night Encounter             |                         | Фрагмент |          |                                              |
| Хук справа              | Right Hook                  |                         | Рассказ  |          |                                              |
| Скованные перчатки      | Shackled Mitts              |                         | Рассказ  |          |                                              |
| След змеи               | Trail of the Snake          |                         | Фрагмент |          |                                              |
| Плакучая ива            | Weeping Willow              |                         | Рассказ  |          |                                              |

## Исторические произведения

### Агнес Де Шатильон
| Русскоязычное название | Оригинальное название | Альтернативное название | Форма    | Викитека | Издание                         |
| ---------------------- | --------------------- | ----------------------- | -------- | -------- | ------------------------------- |
| Повелительница смерти  | Mistress of Death     |                         | Фрагмент |          | Witchcraft&Sorcery, 1971        |
| Клинки для Франции     | Blades for France     |                         | Рассказ  |          | Blades for France, 1975         |
| Воительница            | Sword Woman           |                         | Рассказ  |          | REH:Lone Star Finctioneer, 1975 |

### Прочие исторические произведения
| Русскоязычное название | Оригинальное название | Альтернативное название | Форма   | Викитека | Издание                  |
| ---------------------- | --------------------- | ----------------------- | ------- | -------- | ------------------------ |
| Врата Империи          | Gates of Empire       |                         | Рассказ |          | Golden Fleece, 1939, янв |
| На королевской службе  | The King's Service    |                         | Рассказ |          | The King's Service, 1975 |
| Дорога Азраэля         | The Road of Azrael    |                         | Рассказ |          | Chacal, 1976             |
| По следам Боэмунда     | The Track of Bohemund |                         | Рассказ |          | The Road of Azrael, 1979 |

## Приключенческие произведения

### Пираты Карибского моря
Пиратский цикл Говарда включает приключенческие рассказы о Теренсе Вулми и Хелен Таврел, карибских пиратах.
| Русскоязычное название | Оригинальное название         | Альтернативное название | Форма   | Викитека | Издание                        |
| ---------------------- | ----------------------------- | ----------------------- | ------- | -------- | ------------------------------ |
| Чёрный Вулми:          |                               |                         |         |          |                                |
| Месть Чёрного Вулми    | Black Vulmea's Vengeance      |                         | Рассказ |          | Golden Fleece, 1938, нояб.     |
| Мечи красного братства | Swords of the Red Brotherhood |                         | Рассказ |          | Black Vulmea's Vengeance, 1976 |
| Хелен Таврел:          |                               |                         |         |          |                                |
| Остров смерти          | TIsle of Pirate's Doom        |                         | Рассказ |          | Isle of Pirate's Doom, 1975    |

### Восточный цикл
Массив низкопробных приключенческих палп-рассказов, написанных преимущественно по заказу журналов типа «Oriental Stories», работающих по, так называемой, «восточной тематике», считавшейся в США востребованой в период до конца 1930-х годов. Некоторые из этих коммерческих историй, не представляющих никакой художественной ценности, но интересные отдельными концептуальными идеями, впоследствии были переработаны последователями Говарда в более высокохудожественные произведения и включены в его культовый цикл о Конане.

#### Кормак Фитцджеффри
| Русскоязычное название | Оригинальное название     | Альтернативное название | Форма    | Викитека | Издание                 |
| ---------------------- | ------------------------- | ----------------------- | -------- | -------- | ----------------------- |
| Заморские ястребы      | Hawks of Outremer         |                         | Рассказ  |          | Oriental Stories, 1931  |
| Кровь Белшаззара       | The Blood of Belshazzar   |                         | Рассказ  |          | Oriental Stories, 1931  |
| Сеющие бурю            | The Sowers of the Thunder |                         | Рассказ  |          | Oriental Stories, 1932  |
| Принцесса-рабыня       | The Slave-Princess        |                         | Фрагмент |          | Hawks of Outremer, 1979 |

#### Эль-Борак
| Русскоязычное название   | Оригинальное название       | Альтернативное название | Форма    | Викитека | Издание                                |
| ------------------------ | --------------------------- | ----------------------- | -------- | -------- | -------------------------------------- |
| Дочь Эрлика-хана         | The Daughter of Erlik Khan  |                         | Рассказ  |          | Top-Notch, 1934, дек.                  |
| Ястреб с холмов          | Hawk of the Hills           |                         | Рассказ  |          | Top-Notch, 1935, июнь                  |
| Кровь Богов              | Blood of the Gods           |                         | Рассказ  |          | Top-Notch, 1935, июль                  |
| Сыны ястреба             | The Country of the Knife    | Sons of the Hawk        | Рассказ  |          | Complete Stories, 1936, авг.           |
| Сын Белого Волка         | Son of the White Wolf       |                         | Рассказ  |          | Thrilling Adventures, 1936, дек.       |
| Мечи с Холмов            | The Lost Valley of Iskander |                         | Рассказ  |          | The Lost Valley of Iskander, 1974      |
| Судьба с тремя клинками  | Three-Bladed Doom           |                         | Рассказ  |          | REH Lone Star Fictioneer, 1976         |
| Интрига в Курдистане     | Intrigue in Kurdistan       |                         | Рассказ  |          | Pulse Pounding Adventure Stories, 1986 |
| Приход Эль Борака        | The Coming of El Borak      |                         | Рассказ  |          | The Coming of El Borak, 1987           |
| Эль Борак                | El Borak                    |                         | Рассказ  |          | The Coming of El Borak, 1987           |
| Железный ужас            | The Iron Terror             |                         | Рассказ  |          | The Coming of El Borak, 1987           |
| История Хода-хана        | Khoda Khan's Tale           |                         | Рассказ  |          | The Coming of El Borak, 1987           |
| Земля тайн               | The Land of Mystery         |                         | Рассказ  |          | North of the Khyber, 1987              |
| К северу от Хайбера      | North of Khyber             |                         | Рассказ  |          | North of the Khyber, 1987              |
| Сила среди островов      | A Power Among the Islands   |                         | Рассказ  |          | North of the Khyber, 1987              |
| Замок на отшибе          | The Shunned Castle          |                         | Рассказ  |          | North of the Khyber, 1987              |
| Кольцо из белого нефрита | The White Jade Ring         |                         | Фрагмент |          | The Early Adventures of El Borak, 2010 |
| Без заглавия             | [ 124 ]                     |                         | Фрагмент |          | The Coming of El Borak, 1987           |
| Без заглавия             | [ 125 ]                     |                         | Фрагмент |          | The Early Adventures of El Borak, 2010 |

#### Кирби О'Доннел
Приключенческий сериал об американском авантюристе Кирби О'Доннеле, путешествующему по странам Востока. Типичный для Америки 1930-х годов коммерческий жанр авантюрного боевика в «ближневосточном стиле».
| Русскоязычное название | Оригинальное название        | Альтернативное название            | Форма    | Викитека | Издание                                    |
| ---------------------- | ---------------------------- | ---------------------------------- | -------- | -------- | ------------------------------------------ |
| Золото пустыни         | Swords of Shahrazar          | The Treasure of Shaibar Khan       | Рассказ  |          | Top-Notch, 1934, окт.                      |
| Сокровища Тартара      | The Treasure of Tartary      | Gold From Tartary                  | Рассказ  |          | Thrilling Adventures, 1935, янв.           |
| Молчание идола         | The Curse of the Crimson God | The Trail of the Blood-Stained God | Рассказ  |          | Swords of Shahrazar, 1976                  |
| Фрагмент без заглавия  | Untitled Fragment            | [ 129 ]                            | Фрагмент |          | El Borak and Other Desert Adventures, 2010 |

#### Лал Сингх
Небольшой цикл приключенческих рассказов, неизданных при жизни Роберта Говарда, об индийском воре и авантюристе Лале Сингхе.
 Не следует путать с реальным историческим персонажем, сикхским раджой, участником Сикхской войны.
| Русскоязычное название        | Оригинальное название               | Альтернативное название | Форма   | Викитека | Издание                           |
| ----------------------------- | ----------------------------------- | ----------------------- | ------- | -------- | --------------------------------- |
| Рассказ о кольце раджи        | The Tale of the Rajah's Ring        |                         | Рассказ |          | The Adventures of Lal Singh, 1985 |
| Дальнейшие приключения Сингха | The Further Adventures of Lal Singh |                         | Рассказ |          | The Adventures of Lal Singh, 1985 |
| Лал Сингх, рыцарь Востока     | Lal Singh, Oriental Gentleman       |                         | Рассказ |          | The Adventures of Lal Singh, 1985 |

#### Прочие произведения «Восточного цикла»
| Русскоязычное название       | Оригинальное название      | Альтернативное название | Форма   | Викитека | Издание                           |
| ---------------------------- | -------------------------- | ----------------------- | ------- | -------- | --------------------------------- |
| Копья Востока                | Spears of the East         |                         | Рассказ |          | The Golden Caliph, 1920-е         |
| Под великим Тигром           | Under the Great Tiger      |                         | Рассказ |          | The All-Around Magazine, 1923     |
| Красные клинки Чёрного Катая | Red Blades of Black Cathay |                         | Рассказ |          | Oriental Stories, 1931, фев.-март |
| Повелитель Самарканда        | Lord of Samarcand          |                         | Рассказ |          | Oriental Stories, 1932            |
| Лев Тивериады                | The Lion of Tiberias       |                         | Рассказ |          | Oriental Stories, 1933, июль      |
| Ястребы над Египтом          | Hawks Over Egypt           |                         | Рассказ |          | The Road of Azrael, 1979          |

## Эротические произведения
Цикл палп-рассказов для взрослых, относящихся к коммерческому поджанру «Spicy Adventures» («Пикантные приключения»).

### Дикий Билл Клэнтон
| Русскоязычное название  | Оригинальное название     | Альтернативное название   | Форма   | Викитека | Издание                              |
| ----------------------- | ------------------------- | ------------------------- | ------- | -------- | ------------------------------------ |
| Дьяволица               | She Devil                 | The Girl on the Hell Ship | Рассказ |          | Spicy Adventure Stories, 1936, апр.  |
| Пустыня крови           | Desert Blood              | Revenge by Proxy          | Рассказ |          | Spicy Adventure Stories, 1936, июнь  |
| Дракон Хао Цзу          | The Dragon of Kao Tsu     |                           | Рассказ |          | Spicy Adventure Stories, 1936, сен.  |
| Пурпурное сердце Эрлика | The Purple Heart of Erlik | Nothing to Lose           | Рассказ |          | Spicy Adventure Stories, 1936, нояб. |
| Вне закона              | Murderer's Grog           | Outlaw Working            | Рассказ |          | Spicy Adventure Stories, 1937, янв.  |
| Бунт на корабле         | Ship in Mutiny            |                           | Рассказ |          | The She Devil, 1983                  |

### Прочие истории «Пикантных приключений»
| Русскоязычное название | Оригинальное название | Альтернативное название | Форма   | Викитека | Издание                        |
| ---------------------- | --------------------- | ----------------------- | ------- | -------- | ------------------------------ |
| Пушки Хартума          | Guns of Khartum       |                         | Рассказ |          | REH Lone Star Fictioneer, 1975 |
| Дочери раздора         | Daughters of the Feud |                         | Рассказ |          | Fantasy Crossroads, 1976       |
| Мисс Высокая Шляпа     | Miss High-Hat         |                         | Рассказ |          | Risque Stories, 1986           |
| Все ублюдки!           | Bastards All!         |                         | Рассказ |          | Lewd Tales, 1987               |
| Поющие ублюдки         | Songs of Bastards     |                         | Рассказ |          | Lewd Tales, 1987               |
| Самаркандские кошечки  | She-Cats of Samarcand |                         | Рассказ |          | The New Howard Reader, 1999    |

## Юмористические произведения
| Русскоязычное название  | Оригинальное название    | Альтернативное название | Форма   | Викитека | Издание                          |
| ----------------------- | ------------------------ | ----------------------- | ------- | -------- | -------------------------------- |
| Запад есть запад        | West Is West             |                         | Рассказ |          | 1922, дек.                       |
| Шейх                    | The Sheik                |                         | Рассказ |          | 1923, март                       |
| Стой! Кто идёт?         | Halt! Who Goes There?    |                         | Рассказ |          | Yellow Jacket, 1924, сен.        |
| Спящая красавица        | Sleeping Beauty          |                         | Пьеса   |          | Yellow Jacket, 1926, окт.        |
| После игры              | After the Game           |                         | Пьеса   |          | Yellow Jacket, 1926, окт.        |
| Еженедельный рассказик  | Weekly Short Story       |                         | Рассказ |          | Yellow Jacket, 1926, нояб.       |
| Фессалийцы              | The Thessalians          |                         | Рассказ |          | Yellow Jacket, 1927, янв.        |
| Твои школьные дни       | Ye College Days          |                         | Рассказ |          | Yellow Jacket, 1927, янв.        |
| Реформация: виде́ние     | The Reformation: A Dream |                         | Рассказ |          | Yellow Jacket, 1927, апр.        |
| Купидон против Поллукса | Cupid vs. Pollux         |                         | Рассказ |          | Yellow Jacket, 1927, окт.        |
| Восьмые делают игру     | Eighttoes Makes a Play   |                         | Рассказ |          | Red Blades of Black Cathay, 1971 |

## Прочая проза
| Русскоязычное название | Оригинальное название | Альтернативное название | Форма   | Викитека | Издание            |
| ---------------------- | --------------------- | ----------------------- | ------- | -------- | ------------------ |
| Рассказ                | Story                 |                         | Рассказ | Викитека | Журнал, 1936, мес. |

## Статьииочерки
| Русскоязычное название | Оригинальное название | Альтернативное название | Форма | Викитека | Издание            |
| ---------------------- | --------------------- | ----------------------- | ----- | -------- | ------------------ |
| Очерк                  | Story                 |                         | Очерк | Викитека | Журнал, 1936, мес. |

## Фрагменты, наброски, зарисовки
| Русскоязычное название  | Оригинальное название              | Альтернативное название | Форма    | Викитека | Издание                  |
| ----------------------- | ---------------------------------- | ----------------------- | -------- | -------- | ------------------------ |
| Атавист                 | The Atavist                        |                         | Фрагмент |          |                          |
|                         | Age Lasting Love                   |                         | Фрагмент |          | La Tombe Du Dragon, 1990 |
|                         | The Battling Sailor                |                         | Фрагмент |          |                          |
| Блюз синей реки         | Blue River Blues                   |                         | Фрагмент |          |                          |
|                         | A Boy, a Beehive, and a Chinaman   |                         | Фрагмент |          |                          |
|                         | The Brand of Satan                 |                         | Фрагмент |          |                          |
|                         | Circus Charade                     |                         | Фрагмент |          |                          |
|                         | The Dominant Male                  |                         | Фрагмент |          |                          |
| Нарисованная карта      | The Drawing Card                   |                         | Фрагмент |          |                          |
|                         | The Drifter                        |                         | Фрагмент |          |                          |
|                         | A Faithful Servant                 |                         | Фрагмент |          |                          |
| Судьба убийцы           | Fate is the Killer                 |                         | Фрагмент |          |                          |
| Пикантная женщина       | The Feminine of the Species        |                         | Фрагмент |          |                          |
|                         | The Ferocious Ape                  |                         | Фрагмент |          |                          |
|                         | The Fishing Trip                   |                         | Фрагмент |          |                          |
| Кулачная психология     | Fistic Psychology                  |                         | Фрагмент |          |                          |
|                         | The Folly of Conceit               |                         | Фрагмент |          |                          |
| Друзья                  | Friends                            |                         | Фрагмент |          |                          |
|                         | The Funniest Bout                  |                         | Фрагмент |          |                          |
|                         | The Ghost Behind the Gloves        |                         | Фрагмент |          |                          |
| Призрак ранчо           | The Ghost of Bald Rock Ranch       |                         | Фрагмент |          |                          |
| Его истинный облик      | In His Own Image                   |                         | Фрагмент |          |                          |
| Несоответствие          | Incongruity                        |                         | Фрагмент |          |                          |
| Влияние кинематографа   | The Influence of the Movies        |                         | Фрагмент |          |                          |
|                         | The Ivory Camel                    |                         | Фрагмент |          |                          |
| Земли забытых веков     | The Land of Forgotten Ages         |                         | Фрагмент |          |                          |
| Врата Льва              | The Lion Gate                      |                         | Фрагмент |          |                          |
|                         | Lobo Volante                       |                         | Фрагмент |          |                          |
| Мужчина                 | Man                                |                         | Фрагмент |          |                          |
|                         | A Man and a Brother                |                         | Фрагмент |          |                          |
| Человек мира            | A Man of Peace                     |                         | Фрагмент |          |                          |
| Тот, кто вернулся       | The Man Who Went Back              |                         | Фрагмент |          |                          |
|                         | Mr. Dowser Buys a Car              |                         | Фрагмент |          |                          |
|                         | Over the Rockies in a Ford         |                         | Фрагмент |          |                          |
|                         | Pigskin Scholar                    |                         | Фрагмент |          |                          |
|                         | The Punch                          |                         | Фрагмент |          |                          |
|                         | The Recalcitrant                   |                         | Фрагмент |          |                          |
| Красный камень          | The Red Stone                      |                         | Фрагмент |          |                          |
| Невольник               | The Slayer                         |                         | Фрагмент |          |                          |
| Шторм в южном море      | A South Sea Storm                  |                         | Фрагмент |          |                          |
|                         | The Splendid Brute                 |                         | Фрагмент |          |                          |
|                         | Tallyho!                           |                         | Фрагмент |          |                          |
|                         | Ten Minutes on a Street Corner     |                         | Фрагмент |          |                          |
|                         | Through the Ages                   |                         | Фрагмент |          |                          |
| Сокровище Генри Моргана | The Treasure of Henry Morgan       |                         | Фрагмент |          |                          |
|                         | A Twentieth-Century Rip Van Winkle |                         | Фрагмент |          |                          |
| Уникальная шляпа        | A Unique Hat                       |                         | Фрагмент |          |                          |
|                         | The Weeping Willow                 |                         | Фрагмент |          |                          |
|                         | What the Deuce?                    |                         | Фрагмент |          |                          |
|                         | The Wheel Turns                    |                         | Фрагмент |          |                          |
|                         | The White Jade Ring                |                         | Фрагмент |          |                          |
| Дикарь                  | The Wild Man                       |                         | Фрагмент |          |                          |
|                         | The Wings of the Bat               |                         | Фрагмент |          |                          |
|                         | Yellow Laughter                    |                         | Фрагмент |          |                          |

### Отрывки без названия
| Русскоязычное название | Оригинальное название                                              | Альтернативное название | Форма    | Викитека | Издание |
| ---------------------- | ------------------------------------------------------------------ | ----------------------- | -------- | -------- | ------- |
|                        | "As he approached the two, he swept off his feathered hat..."      |                         | Фрагмент |          |         |
|                        | "Better a man should remain in kindly ignorance, than..."          |                         | Фрагмент |          |         |
|                        | "Between berserk battle-rages, the black despair of melancholy..." |                         | Фрагмент |          |         |
|                        | "Franey was a fool."                                               |                         | Фрагмент |          |         |
|                        | "From the black, bandit-haunted mountains of Kang..."              |                         | Фрагмент |          |         |
|                        | "Help! Help! They're murderin' me!"                                |                         | Фрагмент |          |         |
|                        | "Huh?" I was so dumbfounded I was clean off..."                    |                         | Фрагмент |          |         |
|                        | "I", said Cuchulain, "was a man, at least."                        |                         | Фрагмент |          |         |
|                        | "I'm writing this with a piece of pencil on the backs of old..."   |                         | Фрагмент |          |         |
|                        | "It was a strange experience, and I don't expect anyone..."        |                         | Фрагмент |          |         |
|                        | "A land of wild, fantastic beauty; of mighty trees..."             |                         | Фрагмент |          |         |
|                        | "The lazy quiet of the mid-summer day was shattered..."            |                         | Фрагмент |          |         |
|                        | "A man", said my friend Larry Aloysius O'Leary..."                 |                         | Фрагмент |          |         |
|                        | "The matter seemed so obvious that my only answer..."              |                         | Фрагмент |          |         |
|                        | "Maybe it doesn't seem like anything interesting and..."           |                         | Фрагмент |          |         |
|                        | "Mike Costigan, writer and self-avowed futilist, gazed..."         |                         | Фрагмент |          |         |
|                        | "The next day I was sluggish and inefficient in my work..."        |                         | Фрагмент |          |         |
|                        | "Old Man Jacobsen crunched his powerful teeth through..."          |                         | Фрагмент |          |         |
|                        | "So I set out up the hill-trail as if on a hunt and..."            |                         | Фрагмент |          |         |
|                        | "So there I was..."                                                |                         | Фрагмент |          |         |
|                        | "Spike Morissey was as tough a kid as ever came..."                |                         | Фрагмент |          |         |
|                        | "The tale has always been doubted and scoffed at..."               |                         | Фрагмент |          |         |
|                        | "that is, the artistry is but a symbol for the thought!"           |                         | Фрагмент |          |         |
|                        | "Thure Khan gazed out across the shifting vastness..."             |                         | Фрагмент |          |         |
|                        | "Trails led through dense jungle..."                               |                         | Фрагмент |          |         |
|                        | "Two men were standing in the bazaar at Delhi..."                  |                         | Фрагмент |          |         |
|                        | "You," said Shifty Griddle, pointing his finger at me..."          |                         | Фрагмент |          |         |
|                        | "Joe Rogers had been working the stock markets..."                 |                         | Фрагмент |          |         |

## Стихотворения и поэмы
Основная статья: Роберт Ирвин Говард. Стихотворения и поэмы

### Избранные стихотворения и поэмы
| Русскоязычное название | Оригинальное название | Альтернативное название | Форма         | Викитека | Издание            |
| ---------------------- | --------------------- | ----------------------- | ------------- | -------- | ------------------ |
| Стихотворение          | Poem                  |                         | Стихотворение | Викитека | Журнал, 1936, мес. |